# 아탈 비하리 바지파이
아탈 비하리 바지파이(Atal Bihari Vajpayee, 힌디어: अटल बिहारी वाजपेयी, 문화어: 아탈 비하리 바즈파예, 1924년 12월 25일 ~ 2018년 8월 16일)은 인도의 정치인, 시인으로, 제10대 인도의 총리를 지냈다. 처음은 의회의 신임을 얻지 못해 1996년 5월에서 6월 한 달도 안되게 총리를 지냈고, 그 다음은 1998년, 1999에서 2004년까지 총리로 재직했다. 또, 인도 인민당(BJP, Bharatiya Janata Party)의 초대 당수다.

## 생애
1924년 12월 25일 영국령 인도 제국 중부 괄리오르 토후국(현재 인도 마디아프라데시 주)에서 태어났다. 브라만 계급 교사의 자식으로 태어났다. 그 뒤, 중등 교육을 마치고, 빅토리아 컬리지를 거쳐 칸푸르에 있는 다야난드 앵글로베이딕 칼리지(Dayanand Anglo-Vedic College)에서 정치학 석사학위를 취득하였다. 그 후, 28세 정계에 입문하였다.
평생 독신으로 살았다.

## 활동
1939년 그는 우익 힌두단체인 민족의용단(RRS, Rashtriya Swayamsevak Sangh)에 가입하였고, 1942년 8월, 인도철수운동(Quit India Movement)에 형과 같이 참여하다 23일간 투옥되었다. 1951년, 민족의용단(RRS)를 계승한 우익 힌두정당인 창당에도 참여했다. 그 후 정계에서 은퇴할 때까지 4개 주에서 하원 의원 10선, 상원 의원 2선을 하였다. 1968년에는 인도인민연합(BJS)의 당수가 되었다.
1977년부터 1979년까지 모라르지 데사이 내각에서 외무장관을 지냈다. 1980년 인도인민당(BJP, Bharatiya Janata Party)을 창당에 참여하면서 초대 당수가 되었다. BJP는 1984년 록 사브하(하원 의원) 선거에서 543석 중 단 2석만 차지했지만, 1989년 록 사브하 선거에서는 85석을 차지하며 상황이 개선됐다. 1991년에는 120석, 1996년에는 161석으로 BJP는 제1야당이 되었다.

### 제10대총리
1996년 5월 16일 제10대 총리로 취임함으로써 인도 최초 힌두교 민족주의 정당에서 배출한 첫 총리였으나, 의회 절대과반수의적 확보에 실패해 사임했다.
1998년, BJP가 중심이 된 정당 연합체 국민민주동맹(NDA, National Democratic Alliance)가 하원 총선거에서 승리 후 총리로 지명됐고, 3월 19일에 그는 두 번째로 총리에 취임하였다.
1999년 4월 하원 신임투표에서 불신임되어 집권 13개월만에 끝났지만, 과도 정부를 이끌면서 그 해 10월 3일에 끝난 총선에서 과반수를 넘는 득표율을 얻어 10월 13일 다시 총리에 취임하였다.

## 같이 보기
- 인도의 총리
- 인도인민당

## 역대 선거 결과
| 선거명      | 직책명                     | 대수 | 정당         | 득표율 | 득표수    | 결과 | 당락                   |
| ----------- | -------------------------- | ---- | ------------ | ------ | --------- | ---- | ---------------------- |
| 1957년 선거 | 하원의원 (발람퍼 선거구)   | 2대  | 인도인민연합 | 0%     | 118,380표 | 1위  | 발람퍼 하원의원 당선   |
| 1962년 선거 | 하원의원 (발람퍼 선거구)   | 3대  | 인도인민연합 | 0%     | 100,208표 | 2위  | 낙선                   |
| 1967년 선거 | 하원의원 (발람퍼 선거구)   | 4대  | 인도인민연합 | 0%     | 142,446표 | 1위  | 발람퍼 하원의원 당선   |
| 1971년 선거 | 하원의원 (괄리오르 선거구) | 5대  | 인도인민연합 | 0%     | 188,995표 | 1위  | 괄리오르 하원의원 당선 |
| 1977년 선거 | 하원의원 (뉴델리 선거구)   | 6대  | 자나타 당    | 71.26% | 125,936표 | 1위  | 뉴델리 하원의원 당선   |
| 1980년 선거 | 하원의원 (뉴델리 선거구)   | 7대  | 인도 인민당  | 48.52% | 94,098표  | 1위  | 뉴델리 하원의원 당선   |
| 1984년 선거 | 하원의원 (괄리오르 선거구) | 8대  | 인도 인민당  | 0%     | 132,141표 | 2위  | 낙선                   |
| 1991년 선거 | 하원의원 (러크나우 선거구) | 10대 | 인도 인민당  | 50.90% | 194,886표 | 1위  | 러크나우 하원의원 당선 |
| 1996년 선거 | 하원의원 (러크나우 선거구) | 11대 | 인도 인민당  | 52.25% | 394,865표 | 1위  | 러크나우 하원의원 당선 |
| 1998년 선거 | 하원의원 (러크나우 선거구) | 12대 | 인도 인민당  | 57.82% | 431,738표 | 1위  | 러크나우 하원의원 당선 |
| 1999년 선거 | 하원의원 (러크나우 선거구) | 13대 | 인도 인민당  | 48.11% | 362,709표 | 1위  | 러크나우 하원의원 당선 |
| 2004년 선거 | 하원의원 (러크나우 선거구) | 14대 | 인도 인민당  | 56.12% | 324,714표 | 1위  | 러크나우 하원의원 당선 |